# JOGMEC
Cơ quan tài nguyên dầu, khí và kim loại quốc gia Nhật Bản (石油天然ガス・金属鉱物資源機構) hay JOGMEC (viết tắt từ Japan Oil, Gas and Metals National Corporation), là một cơ quan chính phủ Nhật Bản tổ chức hành chính độc lập đã được tạo lập vào năm 2004 khi cựu Tổng công ty Dầu khí Quốc gia Nhật Bản sáp nhập với Cơ quan khai thác mỏ kim loại Nhật Bản.
JOGMEC tích hợp các chức năng của hai đơn vị cũ vào trong một thực thể hành chính. Tổng công ty Dầu khí Quốc gia Nhật Bản (JNOC) cũ đã được giao nhiệm vụ đảm bảo một nguồn cung cấp ổn định dầu và khí tự nhiên cho sử dụng của Nhật Bản. Cơ quan khai thác mỏ kim loại cũ của Nhật Bản (MMAJ) đã được giao nhiệm vụ đảm bảo một nguồn cung cấp ổn định kim loại màu và tài nguyên khoáng sản để sử dụng của Nhật Bản. JOGMEC được thành lập vào năm 2004 theo Luật liên quan đến Tổng công ty quốc gia dầu, khí và kim loại năm 2002.
Trong tháng 3 năm 2013 JOGMEC trở thành đơn vị đầu tiên thành công trích xuất hyđrat mêtan (băng cháy) từ trầm tích đáy biển.